# Verena Krebs

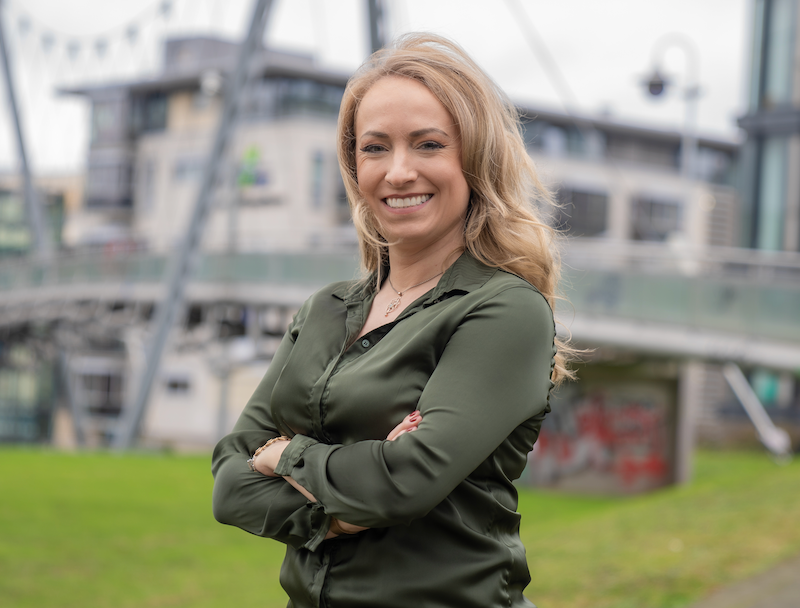
Verena Krebs im Jahr 2022

Verena Krebs (* 1984 in Marburg) ist eine deutsche Historikerin. Sie ist Professorin für die Geschichte mittelalterlicher Kulturräume und ihrer Verflechtungen an der Ruhr-Universität Bochum.

## Forschungen und Auszeichnungen
Krebs studierte von 2004 bis 2010 an der Universität Konstanz und schloss das Studium mit einem Master of Arts im Fach Geschichte ab. 2014 wurde sie im Rahmen einer co-tutelle von den Universitäten Konstanz und Mek’ele promoviert. In ihrer von Dorothea Weltecke betreuten Dissertation untersuchte sie Kulturkontakte zwischen Äthiopien und dem spätmittelalterlichen Westeuropa. Von 2014 bis 2016 war sie Fellow der Martin Buber Society in the Humanities and Social Sciences in Jerusalem. Seit dem Wintersemester 2017/18 war sie Juniorprofessorin (ohne Tenure-Track) für Mittelalterliche Kulturräume und ihre Verflechtungen an der Ruhr-Universität Bochum, zum 1. Juli 2025 wurde sie dort auf eine W2-Professur gleicher Denomination berufen.
Ihre Monographie Medieval Ethiopian Kingship, Craft, and Diplomacy with Latin Europe, die auf ihrer Konstanzer Dissertation basiert, fand 2021 weite Beachtung und wurde sowohl in Fachzeitschriften (u. a. von Peter Brown und David Abulafia) als auch in populären Medien (BBC History Podcast, Spiegel Geschichte, Smithsonian Magazine) sehr positiv besprochen.
Im März 2022 wurden ihre Forschungen zur äthiopischen Geschichte mit dem Dan-David-Preis ausgezeichnet, einer international sehr renommierten Auszeichnung. Seit 2021 ist Krebs Fellow der Royal Historical Society. Das akademische Jahr 2022/23 verbrachte sie als Fellow der Gerda Henkel Stiftung am Institute for Advanced Study in Princeton.

## Publikationen (Auswahl)
Monographien
- Verena Krebs: Medieval Ethiopian Kingship, Craft, and Diplomacy with Latin Europe. Palgrave Macmillian, 2021, ISBN 978-3-03064934-0, doi:10.1007/978-3-030-64934-0. (Basiert auf: Windows onto the world: culture contact and western christian art in Ethiopia, 1402–1543, Dissertation auf Microfiche, Universität Konstanz; KOPS – Institutional Repository der Universität Konstanz, 2014.)
- Verena Krebs und Yonatan Binyam: ‘Ethiopia’ and the World, 330–1500 CE. Cambridge University Press, 2024, ISBN 978-1-009-10796-9, doi:10.1017/9781009106115.

Fachaufsätze
- Bar Kribus, Verena Krebs: Beta Israel (Ethiopian Jewish) Monastic Sites North of Lake Tana – Preliminary Results of an Exploratory Field Trip to Ethiopia in December 2015. In: Entangled Religions. Band 6, 17. April 2018, ISSN 2363-6696, S. 309–344, doi:10.46586/er.v6.2018.309-344.
- Verena Krebs: Re-examining Foresti’s Supplementum Chronicarum and the “Ethiopian” embassy to Europe of 1306. In: Bulletin of the School of Oriental and African Studies. Band 82, Nr. 3, Oktober 2019, ISSN 0041-977X, S. 493–515, doi:10.1017/S0041977X19000697.